# Alfredo Keil
Alfredo Cristiano Keil (* 3. července 1850 Lisabon – 4. října 1907 Hamburk) byl portugalský hudební skladatel a malíř.
Jeho otec pocházel z Německa a byl krejčím na lisabonském královském dvoře.
Studoval malířství u Wilhelma von Kaulbacha v Norimberku, ale po vypuknutí prusko-francouzské války se vrátil do vlasti. V hudbě i ve výtvarném umění byl představitelem romantismu. Maloval krajiny, portréty a žánrové výjevy, byl i významným sběratelem uměleckých děl. Vydal také sbírku básní Tojos e Rosmaninhos, kterou sám ilustroval.
První hudební dílo nazvané Pensée Musicale složil již ve dvanácti letech. Je autorem úspěšných oper Donna Bianca, Irene a Serrana, symfonické básně Uma Caçada na Corte a pochodu Marcha Fúnebre. Jeho nejvýznamnějším dílem je píseň A Portuguesa, k níž Henrique Lopes de Mendonça napsal text reagující na spor Portugalska s Velkou Británií o kolonie v Africe. Skladba se po revoluci v roce 1910 stala státní hymnou.
Byl členem zednářské lóže Grande Oriente Lusitano. V roce 1886 mu byl udělen Řád Karla III.
V Lisabonu je po něm pojmenován park Jardim Alfredo Keil. Jeho vnukem byl architekt Francisco Keil do Amaral